# キックフェイント
キックフェイント（英: kick feint）は、サッカーにおけるドリブルのフェイントの一種である。サッカーゲームなどではシュートキャンセルとも呼ばれる。キックフェイントはボディフェイントに近いものであり、キックモーションを守備者に見せ、あたかもボールを蹴るかのように見せる技である。キックフェイントには特に多用する選手がいるという事は無く、多くのプレイヤーに使用される。過去に、香川真司選手も過去にキックフェイントから得点している。[1]
また、この技の効果については、サッカーのフェイントについての論文によると「相手にシュートやパスの軌跡を予測させ，この軌跡を防ぐ姿形（重心移動）を取らせることで,時間的優位を生む」[2]と説明されている。

### 論文
2．高梨 克也、関根 和生『裏をかかなければならないわけではない －フェイント論的サッカー観への異論－ Not Necessary to Outwit －An Alternative to Feint-centered View on Soccer－』P.3 表１（2020年7月11日閲覧）